# Dancing Shoes
Dancing Shoes (с англ. — «Танцевальные туфли») — третий студийный альбом шведской певицы September (Петра Марклунд), выпущенный в 2007 году на лейбле Catchy Tunes. Альбом достиг 12 места в чарте Швеции и 19 в Польше.
С альбома было выпущено три сингла: «Cry for You», «Can’t Get Over», «Until I Die». «Cry for You» был включён на предыдущий альбом, но его обновлённая версия была выпущена в качестве заглавного сингла.
В 2008 году альбом был номинирован на премию «Грэммис» как лучший танцевальный альбом.

## Список композиций
| №                   | Название                    | Длительность |
| ------------------- | --------------------------- | ------------ |
| 1.                  | «Candy Love»                | 2:47         |
| 2.                  | «Until I Die»               | 3:44         |
| 3.                  | «My Neighbourhood»          | 3:04         |
| 4.                  | «Can’t Get Over»            | 3:02         |
| 5.                  | «Because I Love You»        | 3:14         |
| 6.                  | «Taboo»                     | 3:44         |
| 7.                  | «Follow Me»                 | 3:32         |
| 8.                  | «R.I.P.»                    | 3:49         |
| 9.                  | «Start It Up»               | 3:05         |
| 10.                 | «Just an Illusion»          | 3:42         |
| 11.                 | «Sad Song»                  | 2:57         |
| 12.                 | «Freaking Out»              | 3:26         |
| 13.                 | «Cry for You» (Single Edit) | 3:30         |
| 14.                 | «Can't Get Over» (video)    |              |
| 15.                 | «Cry for You» (video)       |              |
| Общая длительность: | Общая длительность:         | 43:40        |

## Чарты
| Чарт (2007)                | Пиковая позиция |
| -------------------------- | --------------- |
| Швеция (Sverigetopplistan) | 12              |
| Польша (OLiS)              | 19              |